# Norman (Karolina Północna)
Norman – miasto w Stanach Zjednoczonych, w stanie Karolina Północna, w hrabstwie Richmond.